# Arbor
Arbor és una revista científica publicada pel Consell Superior d'Investigacions Científiques (CSIC) que recull articles originals sobre temes variats relacionats amb la ciència, el pensament i la cultura fundada el 1943.
La revista començà a preparar-se el març de 1943 per Rafael Calvo Serer, Raimon Panikkar i Ramon Roquer, i amb data de gener i febrer de 1944 va aparèixer el primer número, amb una tirada de mil exemplars, sota la direcció de José López Ortiz. Posteriorment fou director José María Sánchez de Muniaín Gil (des de l'estiu de 1944) i Rafael Calvo Serer (des de 1951) en plena dictadura franquista i, encara més endavant, Miguel Ángel Puig-Samper, entre d'altres.
Es tracta d'una de les revistes científiques publicades pel Consell Superior d'Investigacions Científiques de més antiguitat i dilatada trajectòria, una trajectòria que, sovint, ha anat en paral·lel a la de la vida cultural espanyola d'una època. Durant la seva història ha tingut diverses periodicitats i actualment té un caràcter bimestral. La revista recull articles, fonamentalment, encara que no exclusivament, en castellà sobre estats de la qüestió i diversos estudis de casos sobre temes d'interès científic, sociològic i cultural. La revista es troba indexada en Web of Science (Thomson-ISI) A&HCI, SCOPUS, REDIB y DOAJ.